# Pegagan Julu II
Pegagan Julu II is een bestuurslaag in het regentschap Dairi van de provincie Noord-Sumatra, Indonesië. Pegagan Julu II telt 2471 inwoners (volkstelling 2010).